# Drávaszerdahely
Drávaszerdahely is een plaats (község) en gemeente in het Hongaarse comitaat Baranya. Drávaszerdahely telt 199 inwoners (2001).